# 29764 Panneerselvam
29764 Panneerselvam este un asteroid din centura principală de asteroizi.

## Descriere
29764 Panneerselvam este un asteroid din centura principală de asteroizi. A fost descoperit pe 10 februarie 1999 la Socorro, New Mexico, în cadrul proiectului LINEAR. Asteroidul prezintă o orbită caracterizată de o semiaxă mare de 2,66 ua, o excentricitate de 0,05 și o înclinație de 4,2° în raport cu ecliptica.